# St (digramme)
Cette page contient des caractères spéciaux ou non latins. S’ils s’affichent mal (▯, ?, etc.), consultez la page d’aide Unicode.
Pour les articles homonymes, voir ST.
St (minuscule st) est un digramme de l'alphabet latin composé d'un S et d'un T.

## Linguistique
- En allemand, le digramme « st » se prononce [ ʃt] et est souvent situé en début de mot (exemple : Stelle).

## Représentation informatique
Comme la majorité des digrammes, il n'existe aucun encodage de Sx sous un seul signe, il est toujours réalisé en accolant un S et un T.